# MTV Europe Music Awards de 2019
O MTV Europe Music Awards de 2019 ocorreu em 3 de novembro de 2019, no FIBES Conference and Exhibition Centre, em Sevilha, Andaluzia, na Espanha. Essa foi a quarta vez, e o segundo ano consecutivo, em que o evento ocorreu na Espanha, sendo esta a primeira vez que um país realizou edições consecutivas da premiação.
A cantora estadunidense Ariana Grande recebeu o maior numero de indicações, com um total de sete, seguida por Shawn Mendes, Billie Eilish e Lil Nas X, que foram indicados a seis.
Em associação com os EMAs, foi organizado um evento chamado MTV Music Week, que aconteceu de 31 de outubro a 2 de novembro em diferentes locais da cidade. Seu show principal foi realizado na Plaza de España, em 2 de novembro.

## Apresentações
| Artista(s)              | Canção(ões)                        | Apresentado por            |
| Pré-show                | Pré-show                           | Pré-show                   |
| ----------------------- | ---------------------------------- | -------------------------- |
| Pabllo Vittar           | "Flash Pose"                       | Becca Dudley Sway Calloway |
| Sofía Reyes Jhay Cortez | "A Tu Manera (Corbata)"            | Becca Dudley Sway Calloway |
| Premiação               |                                    |                            |
| Dua Lipa                | "Don't Start Now"                  | —                          |
| Mabel                   | "Don't Call Me Up"                 | Becky G                    |
| Niall Horan             | "Nice to Meet Ya"                  | Becky G                    |
| Akon Becky G            | "Cómo No"                          | —                          |
| Green Day               | "Father of All..." "Basket Case"   | Becky G                    |
| Halsey                  | "Graveyard"                        | Becky G                    |
| Ava Max                 | "Torn" "Sweet but Psycho"          | Becky G                    |
| Rosalía                 | "Pienso en tu mirá" "Di mi nombre" | Becky G Dua Lipa           |
| NCT 127                 | "Highway to Heaven"                | Becky G                    |
| Becky G                 | "24/7" "Sin Pijama" "Mayores"      | —                          |
| Liam Gallagher          | "Once" "Wonderwall"                | Becky G                    |

Notas
1. ↑  Filmado na Plaza de España, em Sevilha, Espanha.

## Vencedores e indicados
| Melhor Canção | Melhor Vídeo (apresentado por Leomie Anderson e Johnny Orlando) |
| --- | --- |
| - Billie Eilish — "bad guy" - Ariana Grande — "7 Rings" - Lil Nas X com part. de Billy Ray Cyrus — "Old Town Road (Remix)" - Post Malone e Swae Lee – "Sunflower" - Shawn Mendes e Camila Cabello — "Señorita" | - Taylor Swift com part. de Brendon Urie — "ME!" - Lil Nas X com part. de Billy Ray Cyrus — "Old Town Road (Remix)" - Rosalía e J Balvin com part. de El Guincho – "Con altura" - Ariana Grande — "thank u, next" - Billie Eilish — "bad guy" |
| Melhor Artista | Artista Revelação (apresentado por Sofía Reyes e Abraham Mateo) |
| - Shawn Mendes - Ariana Grande - J Balvin - Miley Cyrus - Taylor Swift | - Billie Eilish - Lizzo - Mabel - Lil Nas X - Ava Max - Lewis Capaldi |
| Melhor Colaboração (apresentado por Afrojack e Georgina Rodríguez) | Melhor Artista de Pop (apresentado por Nicole Scherzinger) |
| - Rosalía e J Balvin com part. de El Guincho – "Con altura" - BTS e Halsey — "Boy with Luv" - The Chainsmokers e Bebe Rexha — "Call You Mine" - Mark Ronson com part. de Miley Cyrus — "Nothing Breaks Like a Heart" - Shawn Mendes e Camila Cabello — "Señorita" - Lil Nas X com part. de Billy Ray Cyrus — "Old Town Road (Remix)" | - Halsey - Jonas Brothers - Becky G - Shawn Mendes - Ariana Grande - Camila Cabello |
| Melhor Artista de Hip-Hop (apresentado por Paz Vega e Doutzen Kroes) | Melhor Artista de Rock (apresentado por Joan Smalls e Sway Calloway) |
| - Nicki Minaj - 21 Savage - J. Cole - Travis Scott - Cardi B | - Green Day - Liam Gallagher - The 1975 - Imagine Dragons - Panic! at the Disco |
| Melhor Artista Alternativo | Melhor Artista de Musica Eletrônica |
| - FKA Twigs - Lana Del Rey - Solange - twenty øne piløts - Vampire Weekend | - Martin Garrix - Calvin Harris - DJ Snake - Marshmello - The Chainsmokers |
| Melhor Artista ao Vivo | Melhor Artista Push |
| - BTS - Ariana Grande - Ed Sheeran - P!nk - Travis Scott | - Ava Max - Billie Eilish - CNCO - H.E.R. - Jade Bird - Juice Wrld - Kiana Ledé - Lauv - Lewis Capaldi - Lizzo - Mabel - Rosalía |
| Melhor World Stage | Melhor Visual (anunciado por Becca Dudley, e entregue por Sway Calloway, no pré-show) |
| - Muse - Bebe Rexha - Hailee Steinfeld - The 1975 - twenty øne piløts | - Halsey - J Balvin - Lil Nas X - Lizzo - Rosalía |
| Maiores Fãs (apresentado por Becca Dudley e Sway Calloway no pré-show) | Prêmio Generation Change (apresentado por Sway Calloway no pré-show) |
| - BTS - Ariana Grande - Billie Eilish - Shawn Mendes - Taylor Swift | - Alfredo "Danger" Martinez - Shiden Tekle - Lisa Ranran Hu - Kelvin Doe - Jamie Margolin |
| Ícone do Rock (apresentado por Halsey) | |
| Liam Gallagher | |

## Vencedores e indicados regionais

#### Europa
| Melhor Artista: Reino Unido e Irlanda                           | Melhor Artista Dinamarquês                                           |
| --------------------------------------------------------------- | -------------------------------------------------------------------- |
| - Little Mix - Lewis Capaldi - Dave - Mabel - Ed Sheeran        | - Nicklas Sahl - Christopher - Gilli - Lukas Graham - MØ             |
| Melhor Artista Finlandês                                        | Melhor Artista Norueguês                                             |
| - JVG - Alma - Benjamin - Gettomasa - Robin Packalen            | - Sigrid - Alan Walker - Astrid S - Kygo - Ruben                     |
| Melhor Artista Sueco                                            | Melhor Artista Alemão                                                |
| - Avicii - Jireel - Zara Larsson - Molly Sandén - Robyn         | - Juju - AnnenMayKantereit - Luciano - Marteria e Casper - Rammstein |
| Melhor Artista Holandês                                         | Melhor Artista Belga                                                 |
| - Snelle - Josylvio - Maan - Nielson - Yung Felix               | - MATTN - blackwave. - IBE - Tamino - Zwangere Guy                   |
| Melhor Artista Suíço                                            | Melhor Artista Francês                                               |
| - Loredana Zefi - Stefanie Heinzmann - Ilira - Monet192 - Faber | - Kendji Girac - Aya Nakamura - Dadju - DJ Snake - Soprano           |
| Melhor Artista Italiano                                         | Melhor Artista Espanhol                                              |
| - Mahmood - Coez - Elettra Lamborghini - Elodie - Salmo         | - Lola Indigo - Amaral - Anni B Sweet - Beret - Carolina Durante     |
| Melhor Artista Português                                        | Melhor Artista Polonês                                               |
| - Fernando Daniel - David Carreira - Plutónio - ProfJam - TAY   | - Roksana Węgiel - Bass Astral x Igo - pl - Dawid Podsiadło - Sarsa  |
| Melhor Artista Russo                                            | Melhor Artista Húngaro                                               |
| - Maruv - Face - Little Big - Noize MC - ru                     | - Viktor Király - hu - Jumodaddy - András Kállay-Saunders - Mörk     |

#### África
| Melhor Artista Africano |
| --- |
| - Burna Boy (Nigéria) - Harmonize (Tanzânia) - Nasty C (África do Sul) - Prince Kaybee (África do Sul) - Teni (Nigéria) - Toofan (Togo) |

#### Ásia
| Melhor Artista Indiano | Melhor Artista Japonês |
| --- | --- |
| - Emiway Bantai - Komorebi - Parikrama - Prateek Kuhad - Raja Kumari                                                                                             | - King Gnu - Nulbarich - Chai - Tempalay - Chanmina |
| Melhor Artista Coreano | Melhor Artista Sudeste Asiático |
| - (G)I-DLE - AB6IX - Ateez - CIX - Itzy - Iz One | - Minnie Nicha Yontararak (Tailândia) - Jasmine Sokko (Singapura) - Jannine Weigel (Tailândia) - Moira Dela Torre (Filipinas) - Rich Brian (Indonésia) - Suboi (Vietnam) - Yuna (Malásia) |
| Melhor Artista: Grande China | |
| - Song Yuqi (China) - Yeh Shuhua (Taiwan) - Click#15 (China) - Zhou Shen (China) - Fiona Sit (Hong Kong) - Shin (Taiwan) - Timmy Xu (Taiwan) - Feng Timo (China) | |

#### Austrália e Nova Zelândia
| Melhor Artista Australiano                                    | Melhor Artista Neozelandês                      |
| ------------------------------------------------------------- | ----------------------------------------------- |
| - Ruel - Dean Lewis - Mallrat - Sampa the Great - Tones and I | - JessB - Benee - Broods - Drax Project - Kings |

#### Américas
| Melhor Artista Brasileiro                                          | Melhor Artista: América Latina - Norte                                            |
| ------------------------------------------------------------------ | --------------------------------------------------------------------------------- |
| - Pabllo Vittar - Anitta - Emicida - Kevin O Chris - Ludmilla      | - Mon Laferte - Ed Maverick - Jesse & Joy - Reik - Ximena Sariñana                |
| Melhor Artista: América Latina - Centro                            | Melhor Artista: América Latina - Sul                                              |
| - Sebastián Yatra - J Balvin - Maluma - Mau y Ricky - Piso 21      | - J Mena - Cazzu - Lali - Paulo Londra - Tini                                     |
| Melhor Artista: América Latina - Caribe                            | Melhor Artista Canadense                                                          |
| - Anuel AA - Bad Bunny - Daddy Yankee - Ozuna - Pedro Capó         | - Johnny Orlando - Shawn Mendes - Avril Lavigne - Carly Rae Jepsen - Alessia Cara |
| Melhor Artista Estadunidense                                       |                                                                                   |
| - Taylor Swift - Billie Eilish - Lil Nas X - Ariana Grande - Lizzo |                                                                                   |